# 시로토리 공원
시로토리 공원(白鳥公園)은 일본 아이치현 나고야시 아쓰타구에 있는 도시공원이다.

## 시설
공원의 북쪽에는 나고야 국제 회의장이 있고, 중앙 부근에는 오아시스 광장이 위치하고 있으며 그 광장에는 창조의 기둥이 설치되어 있다. 남쪽에는 중부 삼림 관리국 나고야 사무소의 아쓰타 백조의 역사관이 인접해 있다.
또한 남쪽에는 시로토리 정원, 아쓰타 평생 학습 센터, 임야청의 중부 산림 관리국 나고야 사무소가 있다.
호리 강을 사이에 두고 맞은 편에는 아쓰타 신궁 공원이 있으며, 아쓰타 신궁 공원과는 인도교로 연결되어 있다.